# البطولة الوطنية التونسية 1957–58
الدوري التونسي لكرة القدم 1957-1958 هو الموسم رقم 3 من الرابطة التونسية المحترفة الأولى لكرة القدم. أفضل 16 ناديا تونسيا يلعبون فيما بينهم ذهابا وإيابا.

فاز بهذا الموسم النجم الرياضي الساحلي، وجاء ثانيا الترجي الرياضي التونسي وثالثا الملعب التونسي.